# Gérard Cuynet
Gérard Cuynet, né le 3 avril 1939 à Rix (Jura), est un pilote automobile de course français éclectique, sur voitures (rallyes, courses de côte, circuits...), et camions.

## Biographie
Sa carrière en compétition automobile s'étale entre 1963 (course de côte du Mont Ventoux) et 1989 (Trofeo Hermanos Rodríguez des 480 kilomètres de Mexico sur Tiga GC289, en Championnat du monde des voitures de sport).
En 1974, il dispute également le Rallye de Côte d'Ivoire.
En 1977 et 1978, il participe à la Coupe d'Europe Alfa Romeo Alfasud.
En 1984, il effectue 7 des 8 épreuves du Championnat de France des circuits (ouvert aux véhicules du Groupe 6 ou Protos 2 Litres, vainqueur Dominique Lacaud) essentiellement sur Lola T298 à moteur BMW, en réussissant 5 podiums dont une victoire lors de la première épreuve à Albi.
En endurance, il finit 7e des 1 000 kilomètres de Dijon en 1980 avec Bruno Sotty, et 10e des 1 000 kilomètres de Spa en 1983 avec Sotty et Valentin Bertapelle. Il participe également à 6 reprises aux 24 Heures du Mans entre 1974 et 1989, dont 3 avec Sotty, obtenant avec ce dernier une 14e place en 1983 sur une URD C 81/82 à moteur BMW M88 3.5L. I6 de l'écurie V. Bertapelle.
Son plus jeune frère Claude (l'aîné, initiateur de l'ASA du Jura et de la Ronde du Jura en 1967, pilote officiel Alfa Romeo et 10e du championnat de France de la montagne en 1968, se prénommant Roland -tous de formation mécaniciens-, pour une fratrie de quatre avec une sœur pour benjamine) a disputé également des courses de camions nationales et internationales, entre 1984 et le milieu des années 2000 - 3e du championnat d'Europe de classe B en 1987 sur Renault -, après des débuts en sport automobile lors de l'année 1968 et une interruption de son activité sportive poids-lourds entre 1993 et 2000.
Il tient Automobiles G. Cuynet aussi bien dans le domaine des véhicules neufs que dans le secteur de l'occasion à Dole.

## Palmarès

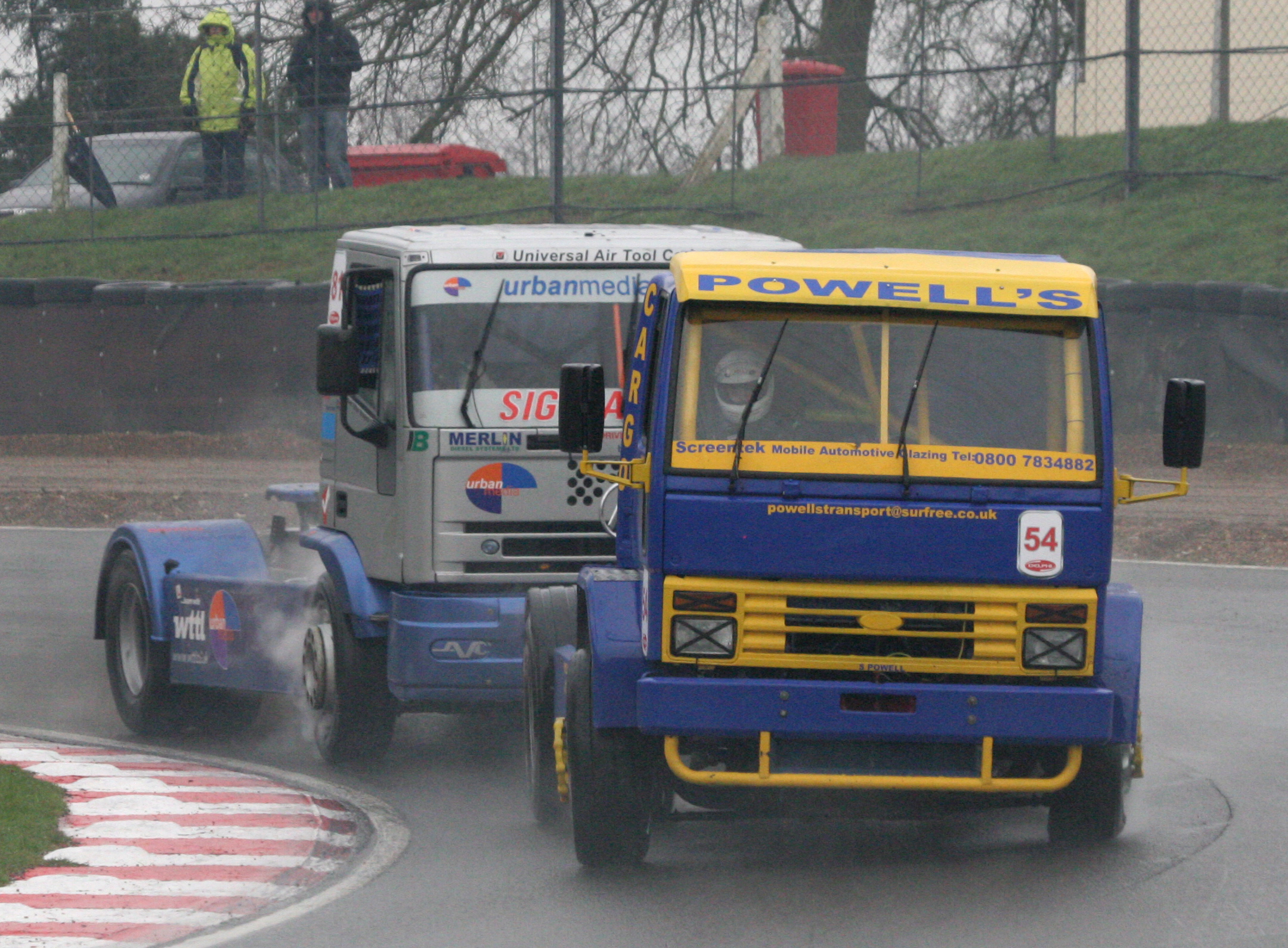
Vue d'un Ford Cargo en course.

- Double Champion d'Europe Camions Classe A, en 1988 (sur Ford Cargo) et 1993 (sur Mercedes-Benz 1733-S);
- Sextuple Champion de France Camions[5];
- Quadruple vainqueur sur le circuit de Dijon-Prenois en 1992, 1993, 1994 et 1995 de l'épreuve Camions (record, et 2e en 1990);
- 3e du championnat d'Europe Camions Classe A, en 1991 et 1992;
- Participation à des épreuves en championnat du monde Sport-prototypes à 21 reprises[6];
- Participation au Rallye Dakar à deux reprises (une en camion, une en auto en 2004);
- Pilote officiel Mercedes.